# (6510) Tarry
(6510) Tarry est un astéroïde de la ceinture principale.

## Description
(6510) Tarry est un astéroïde de la ceinture principale. Il fut découvert le 23 février 1987 à l'Observatoire Palomar par Carolyn S. Shoemaker et Eugene M. Shoemaker. Il présente une orbite caractérisée par un demi-grand axe de 2,36 UA, une excentricité de 0,23 et une inclinaison de 23,0° par rapport à l'écliptique.

## Compléments